# (4179) Toutatis
(4179) Toutatis (pron.: /tuːˈtɑːtɨs/) és un asteroide Apol·lo, Alinda i creua l'òrbita de Mart en una òrbita caòtica produïda per una ressonància de 3:1 amb el planeta Júpiter, una ressonància d'1:4 amb el planeta Terra, i freqüents apropaments a planetes tel·lúrics, incloent la Terra. Va ser descobert el 10 de febrer de 1934. Està llistat com un objecte potencialment perillós, tot i que la probabilitat d'una col·lisió amb la Terra és baixíssima. El 12 de desembre de 2012 a les 6:40 UT, Toutatis va passar a unes 18 distàncies lunars de la Terra.
El 13 de desembre de 2012, la sonda lunar xinesa Chang'e 2, que havia estat llançada l'1 d'octubre de 2010, havia finalitzat amb èxit la missió lunar i que ara es troba en la missió ampliada, s'espera que faci un sobrevol de l'asteroide a una distància d'uns pocs centenars de quilòmetres i a una velocitat relativa de 10,7 km/s quan arribi al màxim apropament a la Terra.
Rep el seu nom de Tutatis un dels déus gals, protector de les tribus (*teuteh, *teuta). Anteriorment se'l coneixia per la designació provisional 1989 AC. També té com a designació 1934 CT. Les historietes d'Astèrix i Obèlix el van fer conegut durant el segle xx per mitjà de les contínues invocacions que li fan els personatges.
Els elements orbitals per a l'equador i equinocci mitjà J2000.0, són:
- Època (T) = 10 de juny de 2003
- Anomalia mitjana en l'època (M) = 234º979682
- Distància perihèlica (q) = 0,919659024 u.a.
- Semieix major (a) = 2,51085734 u.a.
- Excentricitat (e) = 0,63372709 u.a.
- Argument del periheli = 274º80741
- Longitud del node ascendent = 128º2206794
- Inclinació = 0º4695972
- Període de revolució (P) = 3,97862 anys
- Data de pas pel periheli: 2004 octubre 26,6724323

## Propietats

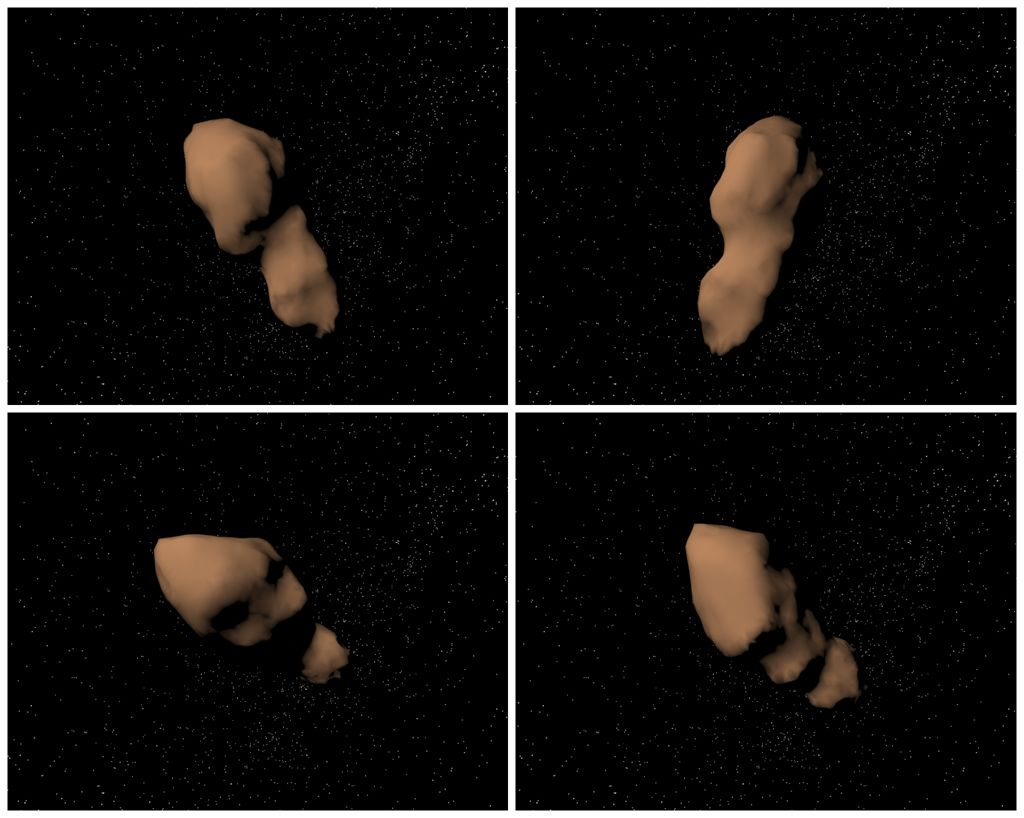
Un model 3D de les diferents cares de Toutatis

El 4179 Toutatis va ser vist per primer cop el 10 de febrer de 1934, com a objecte 1934 CT, i després es va perdre ràpidament. Va romandre com a asteroide perdut durant unes quantes dècades fins que va ser redescobert el 4 de gener de 1989 per Christian Pollas, i va ser reanomenat després en honor al déu celta Teutatès.
Les propietats espectrals suggereixen que és un asteroide pedregós de tipus S, que consisteix principalment en silicats. Té una lluentor moderada amb albedo de Bond de 0,13. Les imatges per radar mostren que Toutatis és un òrgan altament irregular que consisteix en dos lòbuls diferents, amb amplades màximes d'aproximadament 4,6 km i 2,4 km respectivament. Es planteja la hipòtesi que Toutatis va ser format a partir de dos cossos separats originalment que es van reunir en algun moment, amb la forma de l'asteroide resultant comparable a una pila de runa.
La rotació combina dos moviments periòdics independents amb un resultat no periòdic; sobre la superfície de Toutatis, el Sol sembla que surt i es pon en llocs aparentment a l'atzar en l'horitzó de l'asteroide. Té un període de rotació al voltant del seu eix llarg (Pψ) de 5,38 dies. Aquest eix té una precessió amb un període (Pφ) de 7,38 dies. L'asteroide pot haver perdut la major part del moment angular original i va entrar en aquest moviment caient com a resultat de l'efecte YORP.

## Òrbita

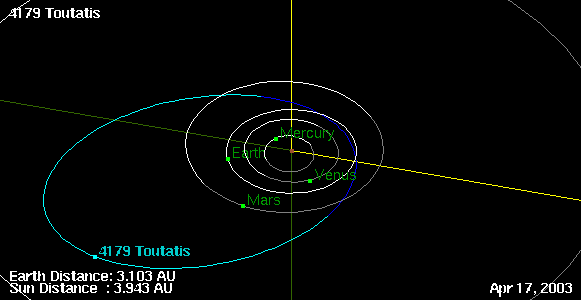
Òrbita durant el 2003

Amb un semieix major de 2,5294 ua, o aproximadament 2,5 vegades la separació de la Terra del Sol, Toutatis té una ressonància orbital de 3:1 amb Júpiter i 1:4 amb la Terra. Per tant, completa una òrbita al voltant del Sol cada 4,02 òrbites anuals de la Terra. Les pertorbacions gravitationals causades per acostaments freqüents a planetes tel·lúrics han permès aquest comportament caòtic en l'òrbita de Toutatis, i fan necessàries les prediccions a llarg termini de la seva ubicació amb el temps progressivament incorrecte. Les estimacions del 1993 van posar l'horitzó dels temps de Liapunov de previsibilitat en uns 50 anys, després de la qual cosa la s'amplia la incertesa en cada sobrevol prop d'un planeta. Sense les pertorbacions dels planetes terrestres el temps de Liapunov seria prop dels 10.000 anys. Les observacions inicials que en van mostrar el comportament caòtic van ser fetes per Wiśniewski.
La baixa inclinació (0,47°) de l'òrbita permet trànsits freqüent, en què els planetes interiors, Mercuri, Venus, la Terra, i Mart, poden aparèixer creuant el Sol vist des de la perspectiva de l'asteroide. La Terra ho va fer en el gener de 2009, el juliol de 2012, el juliol de 2016 i el 2020.

### Aproximacions i el risc de col·lisió
| Aproximacions Màximes Terrestres |     |      |
| Any                              | UA  | (LD) |
| 1985                             | .28 |      |
| 1988                             | .12 |      |
| 1992                             | .02 | 9    |
| 1996                             | .03 | 14   |
| 2000                             | .07 | 29   |
| 2004                             | .01 | 4    |
| 2008                             | .05 | 20   |
| 2012                             | .05 | 18   |
| 2016                             | .25 | 98   |
| 2065                             | .36 | 142  |
| 2069                             | .02 | 8    |
| 2074                             | .43 |      |

Toutatis fa freqüents acostaments a la Terra, amb una distància mínima possible actualment (MOID Terra) de només 0,006 ua (2,3 vegades la distància a la Lluna). L'acostament del 29 de setembre de 2004 va ser realment proper, a 0,0104 UA (a 4 distàncies lunars) de la Terra, i presentà una bona oportunitat per a l'observació, amb Toutatis brillant en magnitud de 8,8 en el seu màxim. També hi va haver un acostament de prop de 0,0502 ua (7.510.000 km) del 9 de novembre de 2008. L'acostament més recent va ser el 12 de desembre de 2012, a una distància de 0,046 ua (6.900.000 km), amb una magnitud de 10,7. A una magnitud de 10,7, l'asteroide no va ser visible a ull nu, però pot ser visible per a observadors experimentats que usen binoculars potents. Toutatis va ser redescobert el 21 de maig de 2012 pel Siding Spring Survey amb una magnitud aparent de 18,9. La pròxima aproximació propera important serà el 5 de novembre de 2069, a una distància de 0,0198486 ua (2.969.310 km).
Tenint en compte que Toutatis fa moltes aproximacions a la Terra, com en el 1992, 1996, 2000, 2004, 2008 i 2012, està catalogat com un objecte potencialment perillós. Amb una incertesa de paràmetres de 0, l'òrbita de Toutatis està prou determinada per als propers cent anys. La probabilitat de la intersecció de l'òrbita terrestre és essencialment zero durant almenys els pròxims sis segles. La probabilitat de col·lisió en un futur llunyà és baixíssima. Com un asteroide d'encreuament de planetes, Toutatis és probable que sigui expulsat del sistema solar interior amb una escala de temps d'uns pocs milions d'anys o menys, cosa que li dona un nombre limitat d'oportunitats per colpejar la Terra. Com passa amb molts objectes propers a la Terra, Toutatis va ser en el 2004 objecte d'alarmisme per alguns creients en la fi del món.
En el 2006, Toutatis va ser a 2 ua de Júpiter. Pot aproximar-se a Júpiter en les dècades de 2100 diversos cops a una distància similar.

## Observació
El Toutatis va ser observat per radar a l'Observatori d'Arecibo i el Goldstone Solar System Radar durant els sobrevols asteroidals prop de la Terra en el 1992, 1996, 2000, 2004 i 2008. També va ser observat amb radar durant el sobrevol de desembre de 2012. Toutatis passarà prop de la Terra de nou el 2069.
La resolució de les imatges de radar són de 3,75 m per pixel, que aporten les dades de la forma i estat.

## Exploració
La sonda lunar xinesa Chang'e 2 va partir del punt L2 Sol–Terra el 15 d'abril de 2012 i va sobrevolar l'asteroide el 13 de desembre de 2012, a una distància de 3,2 quilòmetres i a una velocitat relativa de 10,73 km/s, quan Toutatis era al punt més proper a la Terra.